# Polizeiruf 110: Unsichtbare Fährten
Unsichtbare Fährten ist ein deutscher Kriminalfilm von Hans Werner aus dem Jahr 1989. Der Fernsehfilm erschien als 129. Folge der Filmreihe Polizeiruf 110.

## Handlung
Tiefer Winter in einem Dorf am Waldrand: Leutnant Klaus Tetzlaw, der ABV des Ortes, muss am nächsten Tag mit seinem Schäferhund Olf zu einer Weiterbildung. In der Hundeschule wird Olf noch intensiver für seinen Einsatz als Polizeihund trainiert. Klaus’ Sohn Bernd hängt besonders an dem Hund, sodass er durch eine nur kurzzeitig andauernde Entführung Olfs sogar sein Weggehen verhindern wollte. Klaus und Olf kehren von der Weiterbildung zurück und Vater und Kinder trainieren spielerisch kurz vor Weihnachten das Fährtenlesen des Hundes. Kerstin Tetzlaw versteckt so Nikolausstiefel im Wald und Olf nimmt ihre Fährte auf, sodass Klaus und die Kinder von dem Hund zu den Schuhen geführt werden. Am Abend will sich Klaus entspannen, als ein Einwohner des Dorfes zu ihm kommt. Die sechsjährige Nicole Cofalla ist verschwunden. Da eine Nacht mit starkem Frost erwartet wird, ist Eile bei der Suche geboten. Klaus macht sich mit Olf und Nicoles Vater auf die Suche nach dem Kind. Die Spur führt in den Wald, geht jedoch verloren.
Ein Großaufgebot der Polizei kommt in das Dorf. Suchhunde werden eingeflogen, die das Waldstück durchkämmen sollen. Auch das Grundstück der Cofallas wird durchsucht, jedoch ohne Ergebnis. Ein Polizeipsychologe befragt behutsam Nicoles kleinen Bruder Maikel, der dem Mann erzählt, dass Nicole am Morgen geweint habe. Sie hat zu Nikolaus nur eine Rute bekommen, weil sie nicht artig war. Daher sei sie in den Wald gegangen, um den Nikolaus zu suchen. Tatsächlich haben die Eltern Nicole nur eine Rute, und keine Süßigkeiten geschenkt, weil sie sich ihrem kleinen Bruder gegenüber manchmal schlecht verhält. Der Psychologe schätzt Nicole so ein, dass sie sich nicht in Höhlen oder Gebüschen verstecken würde, sondern stets darauf achten werde, den Sternenhimmel über sich zu haben. Mit einer Zeichnung Nicoles, auf der ein Haus auf einer Waldwiese zu sehen ist, findet die Hundestaffel unter Leitung von Klaus und Olf Nicole schließlich auf einer Waldwiese. Sie hatte sich vor dem Frost in einer Heuraufe für Wildtiere verkrochen.
Olf hat die große Anstrengung zugesetzt und er erleidet eine Kolik. Der Tierarzt behandelt ihn, sodass Klaus an dem Abend allein auf Streife geht. Er überrascht zwei Diebe, die gerade ein Lager ausräumen. Einer der Einbrecher kann Klaus niederschlagen, während der andere flüchtet. Bernd hat trotz Verbotes der Mutter noch einmal nach Olf geschaut und will zu dem lebhaften Tier in den Zwinger gehen. Dabei reißt Olf aus und nimmt Witterung auf. Er erreicht Klaus, als der gerade benommen auf dem Boden liegt, und stellt den zweiten Einbrecher. Dieser sticht zwar auf Olf ein, doch kann der Hund den Mann so lange in Schach halten, bis Klaus wieder zu sich kommt. Der Einbrecher ist Klaus bekannt. Nach kurzer Zeit kann auch sein Komplize verhaftet werden. Olf wird vom Tierarzt operiert und kann schon bald zu Familie Tetzlaw zurückkehren. Er wird jedoch aufgrund seiner Erkrankung nie wieder Polizeidienst verrichten können. Zu Bernds großer Freude stimmt Klaus jedoch zu, Schäferhund Olf als Familienhund zu behalten.

## Produktion
Unsichtbare Fährten wurde vom 26. Oktober bis 28. Dezember 1988 unter anderem in Luckenwalde und Pretzsch gedreht. Die Kostüme des Films schuf Ulrike Stelzig, die Filmbauten stammen von Hans Jürgen Deponte. Der Film erlebte am 11. Juni 1989 im 1. Programm des Fernsehens der DDR seine Premiere. Die Zuschauerbeteiligung lag bei 38,4 Prozent.
Es war die 129. Folge der Filmreihe Polizeiruf 110. Oberleutnant Lutz Zimmermann ermittelte in seinem 19. Fall und Oberleutnant Thomas Grawe in seinem 20. Fall.